# Вітні (Небраска)
Вітні (англ. Whitney) — селище (англ. village) в США, в окрузі Доз штату Небраска. Населення — 62 особи (2020).

## Географія
Вітні розташоване за координатами 42°47′2″ пн. ш. 103°15′24″ зх. д. / 42.78389° пн. ш. 103.25667° зх. д. (42.783759, -103.256697).  За даними Бюро перепису населення США в 2010 році селище мало площу 0,41 км², уся площа — суходіл.

## Демографія
Згідно з переписом 2010 року, у селищі мешкало 77 осіб у 37 домогосподарствах у складі 25 родин. Густота населення становила 188 осіб/км².  Було 39 помешкань (95/км²).
Расовий склад населення:
| - 88,3 % — білих - 2,6 % — чорних або афроамериканців - 3,9 % — осіб інших рас |

До двох чи більше рас належало 5,2 %. Частка іспаномовних становила 11,7 % від усіх жителів.
За віковим діапазоном населення розподілялося таким чином: 16,9 % — особи молодші 18 років, 57,1 % — особи у віці 18—64 років, 26,0 % — особи у віці 65 років та старші. Медіана віку мешканця становила 49,2 року. На 100 осіб жіночої статі у селищі припадало 97,4 чоловіків;  на 100 жінок у віці від 18 років та старших — 93,9 чоловіків також старших 18 років.
За межею бідності перебувало 38,9 % осіб, у тому числі 0,0 % дітей у віці до 18 років та 18,8 % осіб у віці 65 років та старших.
Цивільне працевлаштоване населення становило 41 осіб. Основні галузі зайнятості: транспорт — 36,6 %, оптова торгівля — 22,0 %, освіта, охорона здоров'я та соціальна допомога — 12,2 %, сільське господарство, лісництво, риболовля — 9,8 %.